# Маяк Бирючий
Маяк Бирючий — маяк, расположенный на острове Бирючьем (Херсонская область, Украина), на Азовском море.

## История

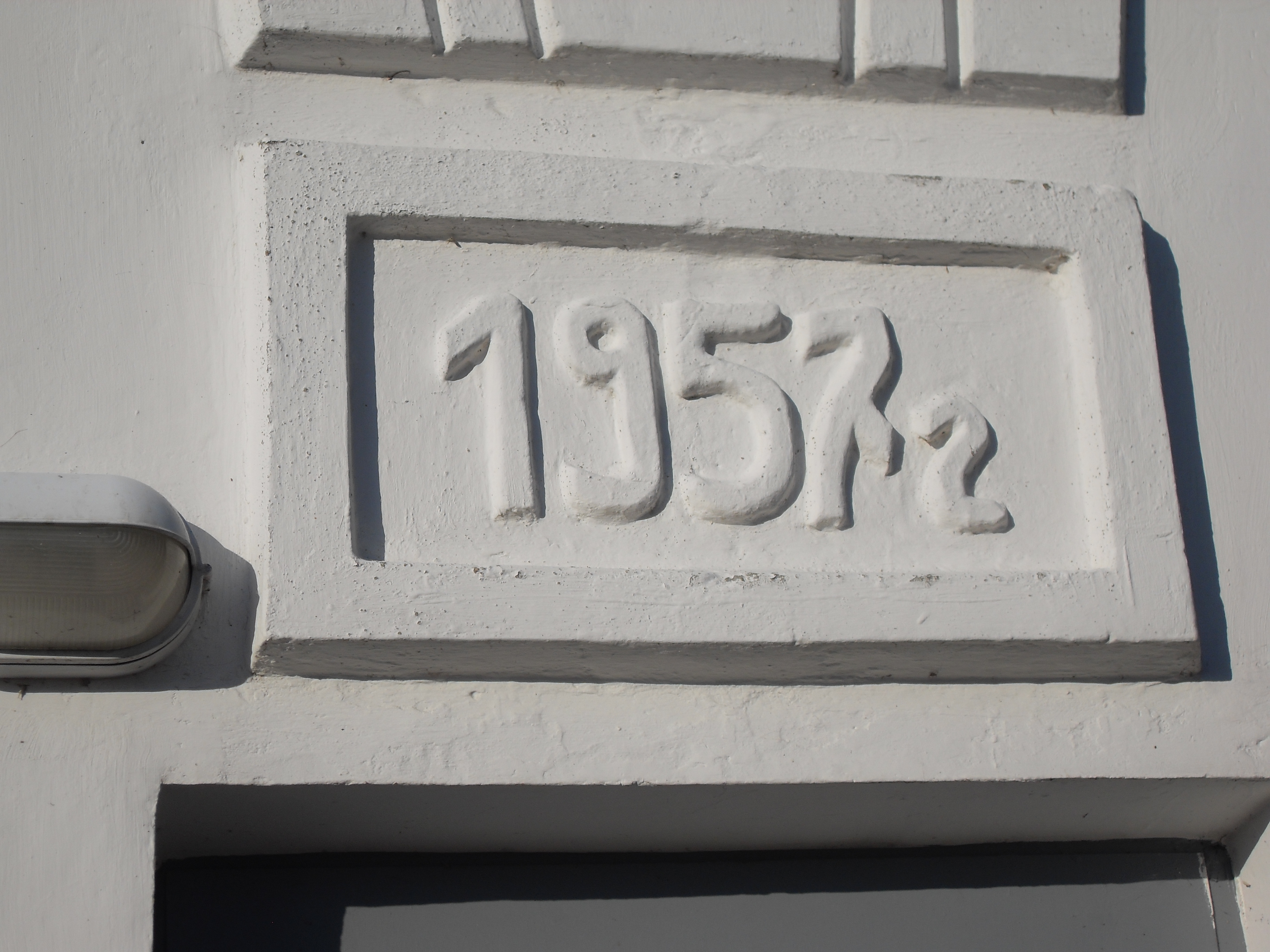
Дата сооружения современного маяка

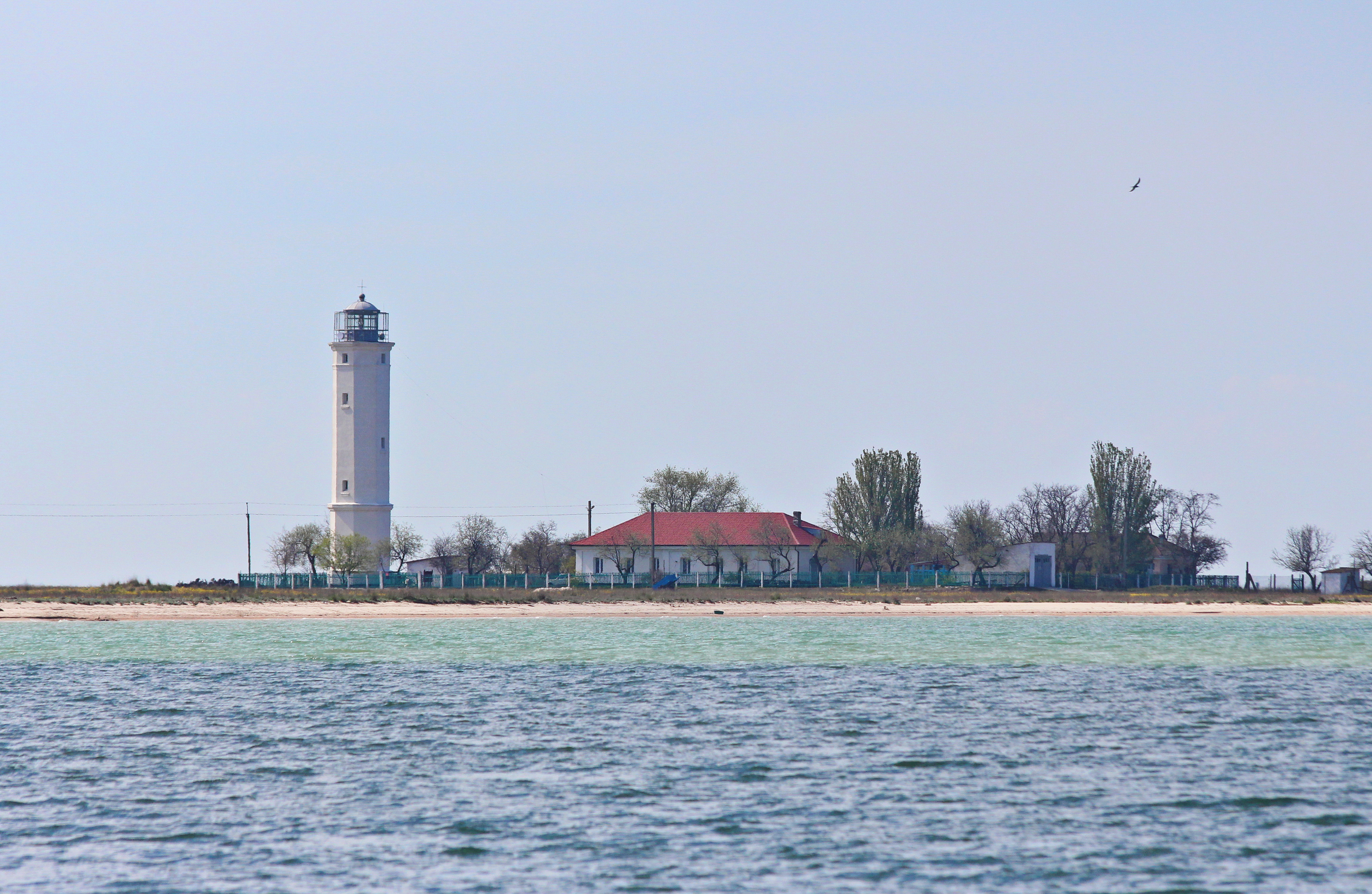
Маяк Бирючий

Основан в 1878 году, проект был создан Петербургской географической службой. Первоначально это была деревянная постройка, но с течением времени её заменила башня из красного кирпича.
Во время Великой Отечественной войны остров был занят румынскими частями, воевавшими на стороне Германии. Зимой 1942 года, во время ухода оккупационных войск, маяк был взорван. После войны был построен временный деревянный маяк. В 1957 году был построен современный маяк с дизельным мотором и кислотно-щелочными батареями. После подвода на остров в 1969 году электрической линии маяк работает от электросети. Маяк выполнен в виде восьмигранной башни высотой 30 метров, светит на расстояние до 15 миль.
В настоящее время маяк находится на территории Азово-Сивашского национального парка и въезд на его территорию без спецразрешения запрещён. Последний ремонт маяка был сделан летом 2008 года.